# Xã Center, Quận Buchanan, Missouri
Xã Center (tiếng Anh: Center Township) là một xã thuộc quận Buchanan, tiểu bang Missouri, Hoa Kỳ. Năm 2010, dân số của xã này là 3.049 người.